# SN 2009L
SN 2009L – supernowa typu Ia-pec odkryta 13 stycznia 2009 roku w galaktyce NGC 4854. W momencie odkrycia miała maksymalną jasność 16,80m.